# باراكودا أسترالية
باراكودا أسترالية (الاسم العلمي:  Sphyraena novaehollandiae) أو عقام أسترالي، تسمى أيضًا باراكودا السهم أو باراكودا قصير الزعنفة، هي نوع من أنواع أسماك الباراكودا من جنس عقام (الاسم العلمي:  Sphyraena) تتواجد هذه الأسماك في جنوب-غرب المحيط الهادئ.

## الوصف
لون اسماك الباركودة الأسترالية في منطقة الظهر وفي الجزء العلوي من جسدها هو ضرب من اللون الاخضر، لون جسمها في المناطق الجانبية منه هو فضي ويتحول هذا اللون إلى اللون الأبيض عند البطن وفي الجزء السفلي من جسدها، لون الذيل هو أصفر-مخضر. شكل جسمها هو مغزلي، وهو شكل نموذجي ومعروف لاسماك الباراكودا، لكن يعتبر جسد اسماك الباراكودا الأسترالية نحيف أكثر من معظم الأنواع الأخرى من اسماك الباراكودا (العقام، الاسم العلمي :Sphyraena)، شكل مقدمة راسها هو مخروطي وفكها السفلي بارز، الفكين لديها مبطنة باسنان شبيهة بالأنياب والفك العلوي يكون غير ممتد؛ أي ليس بارز أو طويل. نقطة الأصل والبداية للزعنفة الظهرية يكون خلف نقطة النهاية لامتداد الزعانف الصدرية بمسافة واضحة. يبلغ الحد الأقصى لطول هذه الاسماك حوالي 1.1 متر، ويصل وزنها إلى ما يقارب 5 كلغ. 

## التوزيع
تتواجد وتتوزع اسماك الباراكودا الأسترالية على طول الساحل الجنوبي لأستراليا، وعلى طول الساحل الشرقي وصولا إلى فيكتوريا وتاسمانيا.  كما تم توثيق تواجدها من شمال نيوزيلندا وكيريباتي، كما ويوجد تقريرات مشكوك في صحتها حول تواجد هذه الاسماك في مياه جنوب إفريقيا، وجزر المالديف واليابان ولكن قد يكون السبب وراء هذه التقارير المغلوطة، هو نتيجة لسوء تحديد نوع اسماك الباراكودا هذه؛ والارتباك والخلط المغلوط بينها وبين الأنواع ذات الصلة بها أو الشبيهة بها، وبالتالي؛ قد يكون عدم وضوح بالنسبة للتوزيع الحقيقي لهذا النوع من اسماك الباراكودا.

## علم البيئة وعلم الأحياء
تفضل اسماك الباراكودا الأسترالية المياه الباردة القريبة من الساحل والشاطئ، حيث تفضل البقع التي تحوي الأعشاب البحرية من النوع حزامية (الاسم العلمي: Heterozostera أو Zostera) أو البقع المفروشة بالأعشاب البحرية أو المناطق الرملية بالقرب من بقع الأعشاب أو مناطق الشعاب المرجانية. وتعتبر اسماك الباراكودا هذه نوع من أنواع الاسماك التي تتواجد في منطقة البحر المفتوح، حيث تتجمع وتشكل مجموعات كبيرة الاعداد وهي نوع سمك مهاجر للغاية. يتكون النظام الغذائي لهذه الباراكودا، أسماك صغيرة الحجم، رأسيات القدم، قشريات وكثيرات الاشعار، وتوصف هذه الاسماك على انها تستعمل الكمين لافتراس فريستها، ولكن من المعروف عنها أيضًا أنها تطارد وتسعى وراء فريستها بنشاط أيضا. على ما يبدو؛ يظهر أن اسماك الباراكودا الأسترالية هي مفترسة انتهازية، حيث انها قادرة على التغذي على أي نوع من الفرائس المحتملة تقريبًا، وتشير المجموعة المتنوعة من الفرائس التي تصطادها الباراكودا إلى أنها تصطاد في جميع مستويات عمود الماء؛ مثلا، تقوم باصطياد الأنواع القاعية من الاسماك مثل الاسم العلمي: Haletta semifasciata وانواع من الروبيان المخملي (الاسم العلمي : Metapenaeopsis)، كما وتقوم أيضا باصطياد اسماك من منطقة البحر المفتوح مثل؛ السردين، ونوع من اسماك ابرة البحر (الاسم باللغة الإنجليزية: southern sea garfish) والحبار.
يمتد موسم السرء لاسماك الباراكودا الأسترالية؛ والذي يعتبر مدته قصيرة، من شهر نوفمبر إلى شهر يناير وشهر فبراير في جنوب أستراليا. تبدأ معظم الإناث بالتكاثر بمجرد بلوغها الطول الذي يبلغ حوالي 42 سم؛ حيث تصل إلى هذا الطول عادة عند حوالي سن العامين من العمر. من المحتمل أن يتم السرء في سلسلة من الدفعات (أي ولادة عدة مجموعات من الصغار). أثناء السرء؛ تغيب أسماك الباراكودا الأسترالية عن موائلها الطبيعية وتختفي من مناطق تواجدها المعتادة، وهذا يوحي ويشير بأنها تهاجر بعيدًا عن الشاطئ والسواحل لتلد في المياه الاعمق. تضع الإناث متوسط إجمالي يبلغ قيمته 375,000 بيضة في موسم السرء الواحد، وتزداد خصوبة الانثى؛ أي تضع كمية أكبر من البيوض، مع ازدياد حجمها. يمكن أن تعيش هذه الأنواع من اسماك الباراكودا لمدة تصل إلى حوالي 20 عامًا.

## صيد الأسماك
يتم اصطياد اسماك الباراكودا الأسترالية بشكل تجاري بدرجة صغيرة في مناطق جنوب أستراليا. وتعتبر اسماك شعبية في مجال الصيد الترفيهي من قبل الصيادين الهواة في أستراليا.